# Flyadeal
Flyadeal (in arabo: طيران أديل) è una compagnia aerea a basso costo araba, di proprietà di Saudia. È la seconda compagnia aerea dell'Arabia Saudita per dimensione. Opera una rete di collegamenti di medio raggio dalle sue basi, tutte situate in Arabia.

## Storia
Nell'aprile 2016, Saudia ha annunciato l'intenzione di creare una nuova compagnia aerea low-cost interamente di proprietà. Sarebbe stata dotata di una propria livrea, operando in modo indipendente da Saudia, senza unirsi all'alleanza di SkyTeam come la compagnia madre.
Le operazioni di flyadeal sono iniziate il 23 settembre 2017 con un volo da Gedda a Riad. La compagnia ha iniziato per l'occasione a ricevere alcuni Airbus A320-200, ordinati da Saudia nei mesi precedenti. Nel 2018 flyadeal ha presentato un ordine per 30 Boeing 737 MAX, cancellato nel luglio 2019 dopo la serie di incidenti che ha colpito il modello. Al suo posto ha effettuato un ordine con Airbus per 30 A320neo con ulteriori 20 opzioni, consegnati dal 2021.
A partire dal 2021 è iniziata una fase di espansione internazionale, con l'apertura di collegamenti verso Egitto, Emirati Arabi Uniti e Kuwait. In questo modo, flyadeal è divenuta la seconda compagnia più grande dell'Arabia, dopo Saudia.
Nel maggio 2022, flyadeal è diventata la prima compagnia araba ad operare un volo con un equipaggio di sole donne. Il Regno Saudita aveva reso possibile il rilascio di licenze di volo alle donne solo nel 2018.

## Destinazioni
Al 2024, flyadeal serve un totale di 34 aeroporti, con voli di linea o per il periodo Ḥajj, dalle proprie basi di Dammam, Gedda e Riad.

## Flotta

### Flotta attuale
A settembre 2024, la flotta di flyadeal è composta dai seguenti aerei:

### Flotta storica
Nel corso degli anni, flyadeal ha operato con i seguenti aeromobili: